# Liste der Baudenkmäler im Kölner Stadtteil Widdersdorf
Die folgende Liste enthält die in der Denkmalliste ausgewiesenen Baudenkmäler auf dem Gebiet des Stadtteils Köln-Widdersdorf, Stadtbezirk Köln-Lindenthal, Nordrhein-Westfalen.
Hinweis: Die Reihenfolge der Baudenkmäler in dieser Liste orientiert sich an den Straßennamen und ist alternativ nach Hausnummern, Denkmallistennummer oder Bezeichnung sortierbar.
Basis ist die offizielle Kölner Denkmalliste (Stand: 16. August 2012), die Baudenkmäler und Denkmalbereiche auflistet. Dabei kann es sich beispielsweise um Sakralbauten, Wohn- und Fachwerkhäuser, historische Gutshöfe und Adelsbauten, Industrieanlagen, Wegekreuze und andere Kleindenkmäler sowie Grabmale und Grabstätten, die eine besondere Bedeutung für die Geschichte Kölns haben, handeln. Grundlage für die Aufnahme in die offiziellen Denkmallisten ist das Denkmalschutzgesetz Nordrhein Westfalens.

| Bild                           | Bezeichnung                         | Lage                                      | Beschreibung | Bauzeit | Einge- tragen seit | Denk- mal- nr. |
| ------------------------------ | ----------------------------------- | ----------------------------------------- | ------------ | ------- | ------------------ | -------------- |
| Fotos hochladen                | Kleindenkmal (Bildstock)            | Widdersdorf Adrian-Meller-Str. o. Nr.     |              |         | 1. Juli 1980       | 264            |
| Fotos hochladen                | Hofanlage Mertenshof                | Widdersdorf An den Kastanien 1 Karte      |              |         | 3. Dezember 1981   | 838            |
| Fotos hochladen                | Friedhof                            | Widdersdorf An den Kastanien o. Nr. Karte |              |         | 1. Juli 1980       | 258            |
| weitere Bilder Fotos hochladen | Kirche St. Jakobus                  | Widdersdorf An den Kastanien o. Nr. Karte |              |         | 18. Januar 1983    | 1269           |
| Fotos hochladen                | Kleindenkmal (Bildstock)            | Widdersdorf Auf der Aspel o. Nr.          |              |         | 1. Juli 1980       | 262            |
| Fotos hochladen                | Wegekreuz                           | Widdersdorf Auf der Aspel o. Nr.          |              |         | 1. Juli 1980       | 263            |
| Fotos hochladen                | Hofanlage (Marienhof)               | Widdersdorf Blaugasse 2                   |              |         | 3. Dezember 1993   | 6976           |
| Fotos hochladen                | Kleindenkmal (Bildstock)            | Widdersdorf Carl-von-Linné-Weg o. Nr.     |              |         | 1. Juli 1980       | 261            |
| Fotos hochladen                | Kleindenkmal (Bildstock)            | Widdersdorf Hauptstr. 4                   |              |         | 3. August 2004     | 8658           |
| Fotos hochladen                | Hofanlage Burghof                   | Widdersdorf Hauptstr. 7                   |              |         | 27. Dezember 1984  | 2786           |
| Fotos hochladen                | Pfarrhaus                           | Widdersdorf Hauptstr. 10                  |              |         | 14. April 1983     | 1448           |
| Fotos hochladen                | ehem. Brennerei / Brauerei          | Widdersdorf Hauptstr. 12                  |              |         | 17. Juli 1997      | 8120           |
| Fotos hochladen                | Hofanlage                           | Widdersdorf Hauptstr. 29                  |              |         | 26. Februar 1998   | 8271           |
| Fotos hochladen                | Hofanlage (Tilmeshof)               | Widdersdorf Hauptstr. 52                  |              |         | 21. Juli 1987      | 4222           |
| Fotos hochladen                | Hofanlage (Haus Rath)               | Widdersdorf Hauptstr. o. Nr.              |              |         | 23. November 1981  | 833            |
| Fotos hochladen                | Hofanlage (Neu-Subbelrather Hof)    | Widdersdorf Hauptstr. o. Nr.              |              |         | 8. Juni 1993       | 6852           |
| Fotos hochladen                | Hofanlage (Heckhof)                 | Widdersdorf Heckgasse 7                   |              |         | 8. Februar 1994    | 7044           |
| Fotos hochladen                | ehem. Hofanlage                     | Widdersdorf Heckgasse 10                  |              |         | 6. Dezember 1993   | 6991           |
| Fotos hochladen                | Hofanlage                           | Widdersdorf Im Kamp 2                     |              |         | 26. Februar 1998   | 8271           |
| Fotos hochladen                | Schule                              | Widdersdorf Im Kamp 14                    |              |         | 19. Mai 1989       | 5017           |
| Fotos hochladen                | Wegekreuz                           | Widdersdorf Leonhardsgasse o. Nr.         |              |         | 1. Juli 1980       | 305            |
| Fotos hochladen                | Hofanlage (Turmhof, nur Herrenhaus) | Widdersdorf Turmgasse 4                   |              |         | 15. Februar 1995   | 7392           |
| Fotos hochladen                | Alte Schmiede                       | Widdersdorf Turmgasse 19                  |              |         | 28. Juli 1981      | 738            |
| Fotos hochladen                | Kleindenkmal (Heiligenhäuschen)     | Widdersdorf Unter Gottes Gnaden o. Nr.    |              |         | 1. Juli 1980       | 336            |